# Otto Pippel
Otto Eduard Pippel (* 10. Februar 1878 in Łódź, Weichselland, Russisches Kaiserreich; † 17. Mai 1960 in Planegg) war ein deutscher Maler. Er gilt als einer der bedeutendsten späten Impressionisten im süddeutschen Raum.

## Leben
Pippel wurde in Lódz als Sohn eingewanderter deutscher Eltern geboren. 1896 trat er in die Kunstgewerbeschule Straßburg ein und studierte bei Anton Seder. Nach dem Dienst im russischen Militär, unter anderem im Russisch-Japanischen Krieg, vervollständigte er seine Studien 1905 in Karlsruhe bei Friedrich Fehr und Julius Hugo Bergmann und vollendete seine Ausbildung bei Gotthardt Kuehl an der Dresdner Akademie. Doch prägend für sein weiteres Schaffen war ein Aufenthalt in Paris 1908, bei dem er die französischen Impressionisten kennenlernte. 1909 nahm er in Planegg bei München seinen dauernden Wohnsitz. 1912 war er Mitglied der „Luitpoldgruppe“ und stellte zum ersten Mal in München aus. Zwischen 1911 und 1931, bis zum Brand des Gebäudes, nahm er mit insgesamt 55 Werken fast jährlich an den Glaspalastausstellungen teil. Ab 1917 war er Mitglied der Münchner Künstlergenossenschaft.
Während des Ersten Weltkriegs war er durch seine russischen und polnischen Sprachkenntnisse teilweise als Dolmetscher im Kriegsgefangenenlager von Lechfeld eingesetzt. In einem Katalog „Deutscher Künstlerbund Die Türmer e. V.“ (ca. 1917) wird er als Präsident des Vorstandes genannt. Nach 1918 lebte und arbeitete er in seinem Haus in Planegg. In impressionistischer Manier malte er vielfältige Landschaften, Stillleben und Stadtveduten, er beherrschte auch die Figurenmalerei. Seine  Motive aus dem Münchener Stadtleben wie Hofgarten, Englischer Garten und Hirschgarten machten ihn berühmt.
Seine konservativen Naturdarstellungen wurden auch während der NS-Zeit unbeanstandet ausgestellt. Am 1. November 1939 trat Pippel der NSDAP bei. Eine Mitgliedschaft in der Reichskammer der bildenden Künste ist nicht belegt.
Sein Grab befindet sich auf dem Friedhof Planegg (Sektion A).

## Werk
Pippel hat im Laufe eines langen Künstlerlebens ein umfangreiches Werk geschaffen. Bei artnet sind rund 1750 zumeist großformatige Gemälde nachgewiesen, die allein in den letzten 20 Jahren auf den Kunstmarkt kamen. Freilich hat Pippel beliebte Motive nicht selten mehrfach mit geringfügigen Abwandlungen bearbeitet. Das gilt nicht nur für die erwähnten Bier- und Kaffeegartenszenen, die als Genremalerei heute noch die höchste Wertschätzung erfahren, sondern auch für die im Kunstlicht erstrahlenden Abendgesellschaften, die Jagdausritte, Baumstudien, venezianischen Plätze und spezielle alpine Prospekte. Außerdem sollen nach Expertenmeinung zahlreiche Fälschungen auf dem Markt sein. Charakteristisch für Pippels Werk ist ein pastoser, flimmernder Farbauftrag, der Licht und Luft im Bild einzufangen versucht. Stilistisch zeigen sich in seinem impressionistischen Verständnis über die Jahre hinweg nur geringfügige Veränderungen. Die Auflösung von Formen und Farben ist fallweise mehr oder weniger weit entwickelt, expressive Ansätze scheinen ganz gelegentlich stärker hervorzutreten, ohne dass man jedoch, mangels aussagekräftiger Datierungen, daraus einen linearen Werdegang ableiten könnte. Von den moderneren Zeitströmungen unangefochten, blieb Otto Pippel seinem Stil verhaftet.
Pippels Werke sind unter anderem zu sehen in der Städtischen Galerie im Lenbachhaus („Das Undosabad in Starnberg“ und „Großstadtstraße“) sowie in der Städtischen Galerie Rosenheim („Am Chinesischen Turm“, „Sommer“ und „Kammermusik“).